# Heterotetrax
Heterotetrax – rodzaj ptaków z rodziny dropi (Otididae).

## Zasięg występowania
Rodzaj obejmuje gatunki występujące w Afryce Subsaharyjskiej.

## Morfologia
Długość ciała 40–60 cm; masa ciała 700–1600 g (samce są większe i cięższe od samic).

## Systematyka

### Etymologia
- Trachelotis: gr. τραχηλος trakhēlos „szyja”; ωτις ōtis, ωτιδος ōtidos „drop”[5]. Gatunek typowy: Otis vigorsii A. Smith, 1831.
- Heterotis: gr. ἑτερος heteros „różny, inny”; ωτις ōtis, ωτιδος ōtidos „drop”[6].
- Heterotetrax: gr. ἑτερος heteros „różny, inny”; rodzaj Tetrax Forster, 1817 (strepet)[7]. Nowa nazwa dla Heterotis Sharpe, 1893.

### Podział systematyczny
Taksony wyodrębnione z Eupodotis. Do rodzaju należą następujące gatunki:
- Heterotetrax vigorsii (A. Smith, 1831) – dropik szaroszyi
- Heterotetrax rueppelii (Wahlberg, 1856) – dropik namibijski
- Heterotetrax humilis (Blyth, 1855) – dropik somalijski